# Джамуха Гурхан
Джамуха Гурхан (іноді Джамуха Ґуркхан, ? — 1204) — кровний брат (анда) Чингісхана та син хана Кара Хадагана, носив титул гурхана, еквівалентний пізнішому кагану. У 1187 році виступив проти Темуджина (Чингісхана), очевидно із заздрощів до успіхів брата. Однак у 1201 році підтримав Чингісхана у боротьбі проти найманів. У 1203 році об'єднався з кераїтами для виступу проти Чингісхана. Після декількох поразок 1204 року його схопили й скарали на смерть.

## У масовій культурі
- У серіалі «П'яна історія» роль Джамухи виконав актор Рендалл Парк.